# Румынский, Аркадий Никифорович
Аркадий Никифорович Румынский — советский военный и государственный деятель, полковник.

## Биография
Родился в 1901 году в Тихвине. Член КПСС с 1919 года.
Участник боев на Южном фронте Гражданской войны против барона Врангеля, участник подавления Кронштадтского мятежа.
Участник Великой Отечественной войны: начальник связи штаба 16-го стрелкового корпуса, начальник отдела связи штаба 42-й армии, начальник связи артиллерии 1-го Белорусского фронта, начальник связи 1-го Белорусского фронта
Умер до 1985 года.

## Награды
- Орден Ленина (30.04.1945)
- Орден Красного Знамени (03.11.1944, 08.06.1945, 20.06.1949)
- Орден Богдана Хмельницкого II степени (31.05.1945)
- Орден Отечественной войны I степени (31.12.1944)
- Орден Отечественной войны II степени (21.10.1943)
- Орден Красной Звезды (31.08.1941)
- Орден Virtuti Militari 5 степени